# 聖若瑟大學 (康涅狄格州)
圣若瑟大學（University of Saint Joseph）是位於美國康涅狄格州西哈特福德的一所屬於羅馬天主教的私立男女共學大學。1932年該大學由康涅狄格州的慈悲修女創建，最近的《美國新聞與世界報道》 “北部地區大學排名”中其列在第87位。

## 外部連結
- University of Saint Joseph official website （页面存档备份，存于）
- University of Saint Joseph official athletics website
- Peterson's Guide detailed entry

41°46′47″N 72°43′50″W / 41.7796°N 72.7305°W